# クロノレガリア
『クロノレガリア』(Chrono Regalia)は、セガ・インタラクティブが発売したアーケードゲーム。オンライン稼働期間は2019年2月21日 - 2020年3月31日。
略称は『クロレガ』。

## 概要

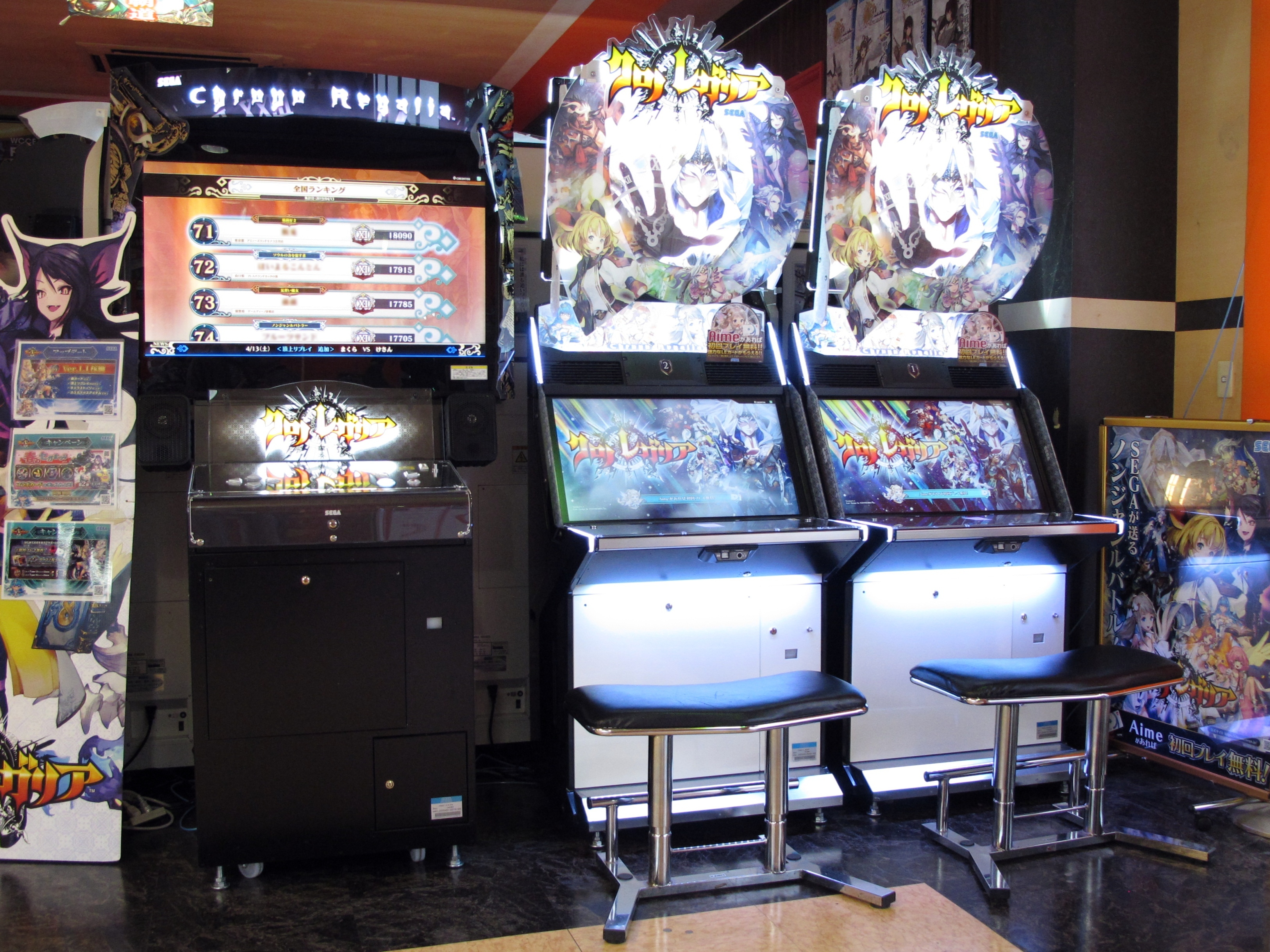
『クロノレガリア』（セガ）のアーケードゲーム筐体

2018年1月15日にカウントダウンサイトの公開を経て、同月19日に『千閃戦記』のタイトルで発表された。同月26日 - 28日にプレ・ロケテストを開催。同年7月13日の第2次プレ・ロケテスト告知時に『クロノレガリア』へとタイトルが改められた。
ゲームジャンルは「ドラマ+ノンジャンルバトル」。ゲームモードはストーリーモードの他、全国のプレイヤーと対戦を行う全国対戦、店内やフレンド、コンピュータと対戦を行うカジュアル戦がプレイできる。
筐体は、当初は『CODE OF JOKER』で使用されているものと同じであったが、2019年1月9日 - 25日実施のロケテスト以降は、本作の稼働開始と同日に稼働終了となる『SOUL REVERSE』の筐体を使用する事となった。
2019年7月24日にメジャーアップデートが実施され、『クロノレガリアEX』へリニューアル、新ユニット「デスピナ」や新ゲームモード「探索モード」等が追加された。
2020年3月31日をもってオンラインサービスを終了した。

## ゲームシステム
ノンジャンルバトルと名乗っているものの、基本はリアルタイムストラテジーである。プレーヤーは4人のユニットを選び、各ユニットに6枚のカードをセットしたデッキで戦う。ユニットの攻撃で相手のクロノスのHPを多く削った方が勝利となる。
カード
3種類のカードがあるが、同名のカードでなければデッキに自由にセットできる。さらに同名のカードはエンチャント(付随効果)違いの3種類がある。(一部エンチャントなしのカードもある)
- 武器カード

実際に出撃に使うカード。出撃中に他の武器カードに持ち替えることはできない。
- 道具カード

効果がすぐ発揮される補助カード。その分魔法カードと比べるとMP効率がやや悪い。また戦闘中には使用できない。
- 魔法カード

発動までに詠唱時間が必要なカード。詠唱中は無防備になる。
- エンチャント

カード使用時にランダムでレガリアゲージ増加(青)・MP増加(赤)・カード増加(黄)が発動する。左のものほど発動率が高い。
- 神器

レベル制限が付いた武器カード。その分強力な効果を持つ。
レガリア
レガリアゲージを貯めると使用できる１度限りの必殺技。
- ラストオラクル

カードストックを+7する。
- アレスオーダー

出撃中のユニットの攻撃力を全て+30する。
- ヒールネクタル

ユニットのHPを200回復し、復活カウントを-14する。
- クロノスタシス

相手のユニットを3カウント停止する。
バトル
ゲーム開始時に相手の城までは5マスの橋でつながっており、時間とともに増加するMPとカードストックを用いてユニットを出撃させる。
ユニット同士が相対した場合は戦闘となり、3カウントごとに攻撃しあう。
カードはMPに変換することができる。
残り50カウントになるとクライマックスとなり、橋のマスが3マスに・MPとカードストックの増加が加速する。

## 登場人物
プレイヤーキャラクター
- クロノス[注 1]

声 - 中村悠一
本作の主役的存在で、プレイヤーの分身の位置づけである。
- シャドウ

CPU専用の対戦相手。
妖精
- フォロン[注 2]

声 - 早見沙織
本作のナビゲーター的存在で、クロノス(プレイヤー)にアドバイス等を行ってくれる。
- レーネ

声 - 桐生朱音
- アストレア

声 - 吉住絵里加
- マイア

声 - 柳木みり
ユニット
- アレク

声 - 武内駿輔
戦士ユニット。攻撃力を高めやすい。
- ルカ

声 - 高垣彩陽
狩人ユニット。速度が他のユニットより早い。
- ロッタ

声 - 上田麗奈
僧侶ユニット。回復に優れる。
- ミーシャ

声 - 明坂聡美
魔女ユニット。ダメージや攻撃力低下を得意とする。
- ベルナリオ

声 - 竹内良太
騎士ユニット。防御に優れるが速度が他のユニットより遅い。
- ソーケン

声 - 古川慎
学者ユニット。ユニット移動に特化している。
- デスピナ

声 - 小松未可子
暗殺者ユニット。「トラップ」を仕掛け、対戦相手を翻弄する。Ver1.2で追加。
- セシリア

声 - 大空直美
司祭ユニット。味方を強化する「ギフト」を設置できる。Ver1.3で追加。